# ꝱ
Cette page contient des caractères spéciaux ou non latins. S’ils s’affichent mal (▯, ?, etc.), consultez la page d’aide Unicode.
La lettre dum, ꝱ (minuscule uniquement), est une lettre additionnelle de l’alphabet latin utilisée en latin et en portugais au Moyen Âge comme abréviation de -dum ou -dus.

## Utilisation
Le signe dum est utilisé au Moyen Âge dans certaines abréviations latines pour -dum comme dans nonꝱ  (nondum, « pas encore ») ou ꝱ  (die, « jour ») ou pour -dus, ou encore dans l’abréviation portugaise ꝱ  (dia, « jour »).

## Représentations informatiques
Le dum peut être représenté avec les caractères Unicode (latin étendu D) suivants :
| formes    | représentations | chaînes de caractères | points de code | descriptions                |
| --------- | --------------- | --------------------- | -------------- | --------------------------- |
| minuscule | ꝱ               | ꝱ                     | U+A771         | lettre minuscule latine dum |